# Trokán Nóra
Trokán Nóra (Budapest, 1986. augusztus 13. –) Domján Edit-díjas  magyar színésznő.

## Életpályája
Édesapja, Trokán Péter, édesanyja, Papadimitriu Athina és nővére, Trokán Anna szintén színészek. Együtt hozták létre a PapadimiTRió nevű formációt, melyben közösen énekelnek. Gyerekként még állatorvosnak készült, ám amikor másodikos gimnazistaként egy alkalommal elkísérte nővérét Földessy Margit drámastúdiójába, az ott látottak hatására úgy döntött, mégis inkább színésznő szeretne lenni.
2005-ben nyert felvételt a Színház- és Filmművészeti Egyetemre prózai színészi szakon, Hegedűs D. Géza és Marton László osztályába. Szakdolgozatát 2009-ben Magyarország vagy Görögország avagy repertoár vagy en suit: állandó társulat vagy független színész címmel írta, témavezetője Máté Gábor volt. Diplomázását követően a Kecskeméti Katona József Színház társulatához szerződött, ahol egyetemi gyakorlóévét is töltötte. 2013-tól vendégművészként játszott az Örkény István Színházban is. A 2013–2014-es évadtól szabadúszó.
2019-től az RTL Klub saját gyártású, A Tanár című sorozatában alakítja Kovács Lilla karakterét.
Szerepelt a Nemzeti Színház előadásaiban és többször részt vett független színházi produkciókban is, például 2014-ben a Szépművészeti Múzeum Textúra című összművészeti projektjében vagy a -011- Alkotócsoporttal a 011 Fesztiválon.
Színházi szerepei mellett filmekben látható – többek között A harag napja (Day of Wrath) angol-magyar-spanyol koprodukcióban együtt játszhatott Christopher Lamberttel és megkapta az egyik főszerepet Rudolf Péter Kossuthkifli című sorozatában – és szinkronizál is.
Régóta fotózik, szívesen készít arcképeket kollégáiról is – kapott már megbízásokat és kiállítása is volt.
Hároméves kora óta lovagol. 2011-ben és 2012-ben részt vett a Nemzeti Vágta jótékonysági sztárfutamán. 2016-tól a Szent István Egyetem állatorvos-tudományi kar hippológia szakára járt nővérével. 2013-ban a Red Shoes Days arca volt.
2023-ban ő lesz a The Voice második évadának egyik coacha.

## Díjai
- A Nagy Duett győztese (Caramellel, 2011)[22]
- Domján Edit-díj (2012)[23]
- Legjobb színésznő – Városmajori Színházi Szemle (Chioggiai csetepaté, kecskeméti Katona József Színház megosztva Trokán Annával, 2013)[24]
- Legjobb női alakítás – a Thália Színház Vidéki Színházak Fesztiválja (Hosszú út az éjszakába, kecskeméti Katona József Színház, 2014)[25]
- Értékdíj – Story Ötcsillag-díjátadó (2014)[26]
- Junior Prima díj (2015)[27]
- Legjobb női főszereplő – Pécsi Országos Színházi Találkozó (Macska a forró bádogtetőn, kecskeméti Katona József Színház, 2016)[28]
- Magyar Színházakért-díj (2019)[29]

## Szerepei

### Filmszerepek
- A mi kis falunk – sorozat, 2025 – színész
- Memento mori – A váci legenda – tévéfilm, 2023, – színész
- Halo – Trokan – tévéfilm – közreműködő
- Így vagy tökéletes – játékfilm, 2021 – színész
- Vaják – Driád Tábornok – tévéfilm – közreműködő
- A Tanár – sorozat, 2019 – színész[30]
- Lajkó – Cigány az űrben – játékfilm, 2018 – színész
- Latin érintés – Historia de un amor – tévéfilm – közreműködő
- Holnap Tali! – sorozat, 2016 – színész
- Egynyári kaland – televíziós minisorozat, 2016 – színész
- Kút – játékfilm, 2016 – színész
- Boglárka – kisjátékfilm, 2015 – színész
- Kossuthkifli – televíziós minisorozat, 2015 – színész
- Játszótársak – kisjátékfilm, 2014 – színész
- Chili vagy Mango – filmsorozat, 2013 – színész
- Tizenhárom és fél perc – kisjátékfilm, 2013 – színész
- Pillangó – tévédráma, 2012 – színész
- Retúr – kisjátékfilm, 2012 – színész
- Diamond Club – tévéfilm, 2011 – színész
- Matula kalandpark – ifjúsági film, 2011 – színész
- Sztárok a pácban – tévéfilm, 2011 – szereplő
- Feljegyzések az egérlyukból – tévéfilm, 2010 – színész
- Az ügynökök a paradicsomba mennek – tévéfilm, 2010 – színész
- Porcukor – kisjátékfilm, 2010 – színész
- Egyéjszakás – kisjátékfilm, 2009 – színész
- Balázs bazmeg! – rövidfilm, 2007 – színész

### Színházi szerepek
A Színházi adattárban regisztrált bemutatóinak száma 2016. június 19-én: 43.
• Múviláv – Budapest Jazz Club (bemutató: 2021. augusztus)
• Ma este felnövünk – Centrál Színház (bemutató: 2022. március)
- Koronázási szertartásjáték – III. Béla: Az aranykor trónusán (Vörösmarty Színház, rendező: Szikora János), szerep: Châtillon Anna királyné, bemutató: 2017. augusztus 18.[32]
- Sirály – Kultúrbrigád, bemutató: 2015. május 31.
- A talizmán – Kecskeméti Katona József Színház, bemutató: 2015. április 10.
- Brand – Nemzeti Színház, bemutató: 2015. február 22.
- Balfék – Kecskeméti Katona József Színház, bemutató: 2015. január 2.
- Textúra 2014 – Szépművészeti Múzeum, bemutató: 2014. szeptember 25.
- Vízkereszt, vagy bánom is én – Kőszegi Várszínház, bemutató: 2014. július 10.
- Éjjeli menedékhely – Nemzeti Színház, bemutató: 2014. november 8.
- Hosszú út az éjszakába – Kecskeméti Katona József Színház, bemutató: 2014. február 14.
- A képzelt beteg – Örkény István Színház, bemutató: 2013. december 21.
- Meggyeskert – Örkény István Színház, bemutató: 2013. október 12.
- Vitéz lélek – Nemzeti Színház, bemutató: 2013. szeptember 27.
- Vasárnapi gyerekek – Kecskeméti Katona József Színház, bemutató: 2013. március 27.
- Meseautó – Kecskeméti Katona József Színház, bemutató: 2013. február 12.
- Mizantróp – 011- Alkotócsoport, bemutató: 2013. január 19.
- Chioggiai csetepaté – Kecskeméti Katona József Színház, bemutató: 2012. december 12.
- Angliai Második Edward élete – Kecskeméti Katona József Színház, bemutató: 2012. november 30.
- Lesz vigasz? – Kecskeméti Katona József Színház, bemutató: 2012. október 12.
- Hangyaboly – Kecskeméti Katona József Színház, bemutató: 2012. október 5.
- 32. Színikritikusok Díja, díjátadó gála (közreműködő) – Nemzeti Színház, bemutató: 2012. szeptember 16.
- Buborékok – Kecskeméti Katona József Színház, bemutató: 2012. április 27.
- A kétbalkezes varázsló – Kecskeméti Katona József Színház, bemutató: 2012. március 7.
- Átváltozások – Kecskeméti Katona József Színház, bemutató: 2011. december 9.
- Winnetou (és a kenderallergia) – Kecskeméti Katona József Színház, bemutató: 2011. november 9.
- Boldogtalanok – Kecskeméti Katona József Színház, bemutató: 2011. október 7.
- Káprázatos kisasszonyok – Kecskeméti Katona József Színház, bemutató: 2011. március 24.
- Anconai szerelmesek – Kecskeméti Katona József Színház, bemutató: 2010. december 31.
- Pillantás a hídról – Kecskeméti Katona József Színház, bemutató: 2010. május 7.
- Szentivánéji álom – Kecskeméti Katona József Színház, bemutató: 2010. március 19.
- Gogol. Utóirat – Kecskeméti Katona József Színház, bemutató: 2009. október 24.
- Három nővér – Kecskeméti Katona József Színház, bemutató: 2009. szeptember 18.
- Dekameron – Színház- és Filmművészeti Egyetem, Ódry Színpad, bemutató: 2009. május 8.
- Asztalizene – Színház- és Filmművészeti Egyetem, Ódry Színpad, bemutató: 2009. február 20.
- Eszter hagyatéka – Kecskeméti Katona József Színház, bemutató: 2009. január 24.
- Nyaralók – Színház- és Filmművészeti Egyetem, Ódry Színpad, bemutató: 2008. december 19.
- Piaf Piaf – Bárka Színház, bemutató: 2008. október 16.
- Koldusopera – Színház- és Filmművészeti Egyetem, Ódry Színpad, bemutató: 2008. október 10.
- Lír – Színház- és Filmművészeti Egyetem, Ódry Színpad, bemutató: 2008. szeptember 27.
- Az aranyember – Gárdonyi Géza Színház, bemutató: 2007. november 23.
- EQUUS – SZINDRA társulat, bemutató: 2005. március 5.
- Hajmeresztő – SZINDRA társulat, bemutató: 2004. szeptember 26.
- Honfoglalás – Nemzeti Lovas Színház
- Popeye – Kecskeméti Katona József Színház
- Popfesztivál 2007 – SZINDRA társulat
- 5boys.si színész – Merlin

### Televíziós szerepei
| Év    | Műsor                    | Csatorna | Szerep |
| ----- | ------------------------ | -------- | ------ |
| 2023- | The Voice (Magyarország) | RTL      | Coach  |

## Könyvei
- Mielőtt. Színészek színpadra lépés előtt; KMH Print Kft., Budapest, 2021